# Monestir de Martqopi
El monestir de Martqopi (en georgià: მარტყოფის ღვთაების მონასტერი) és un monestir ortodox georgià proper al poble de Martqopi, a uns 25 km a l'est de Tbilisi, a Geòrgia. La història del monestir es remunta a les pràctiques d'estilites al segle vi i està vinculada per la tradició històrica amb sant Anton, un dels tretze pares assiris. La majoria de les estructures existents daten del segle xvii al XIX. El monestir està inscrit en la llista de Monuments Culturals destacats de Geòrgia.

## Situació
El complex del monestir està situat a 5 km al nord-oest del poble arqueològicament important de Martqopi, del municipi de Gardabani, a la regió de Kvemo Kartli, a uns 25 km a l'est de Tbilisi, als vessants boscosos del sud de la serralada Ialno. El complex actual consta de la cúpula principal de l'església, un campanar, el pilar del monjo Anton i diverses altres estructures.
L'església principal va ser completament reconstruïda a mitjan segle xix per reemplaçar l'antic edifici medieval en ruïnes. Al nord s'alça un campanar, construït per un cert personatge dit Akhverda, el 699, identificat per una inscripció georgiana a la paret. Arquitectònicament és similar a altres campanars contemporanis de Geòrgia, com els del monestir de Sant Joan (Geòrgia), la catedral d'Urbnisi i la basílica d'Anchiskhati,
amb un cert aire d'art safàvida. Més a l'est, al cim d'un pujol, hi ha una torre que domina el monestir i s'eleva a una alçada de 30 metres. Coneguda com el pilar del monjo Anton, es creu que va servir com una ermita estilita durant els últims 15 anys de vida del monjo.

## Història

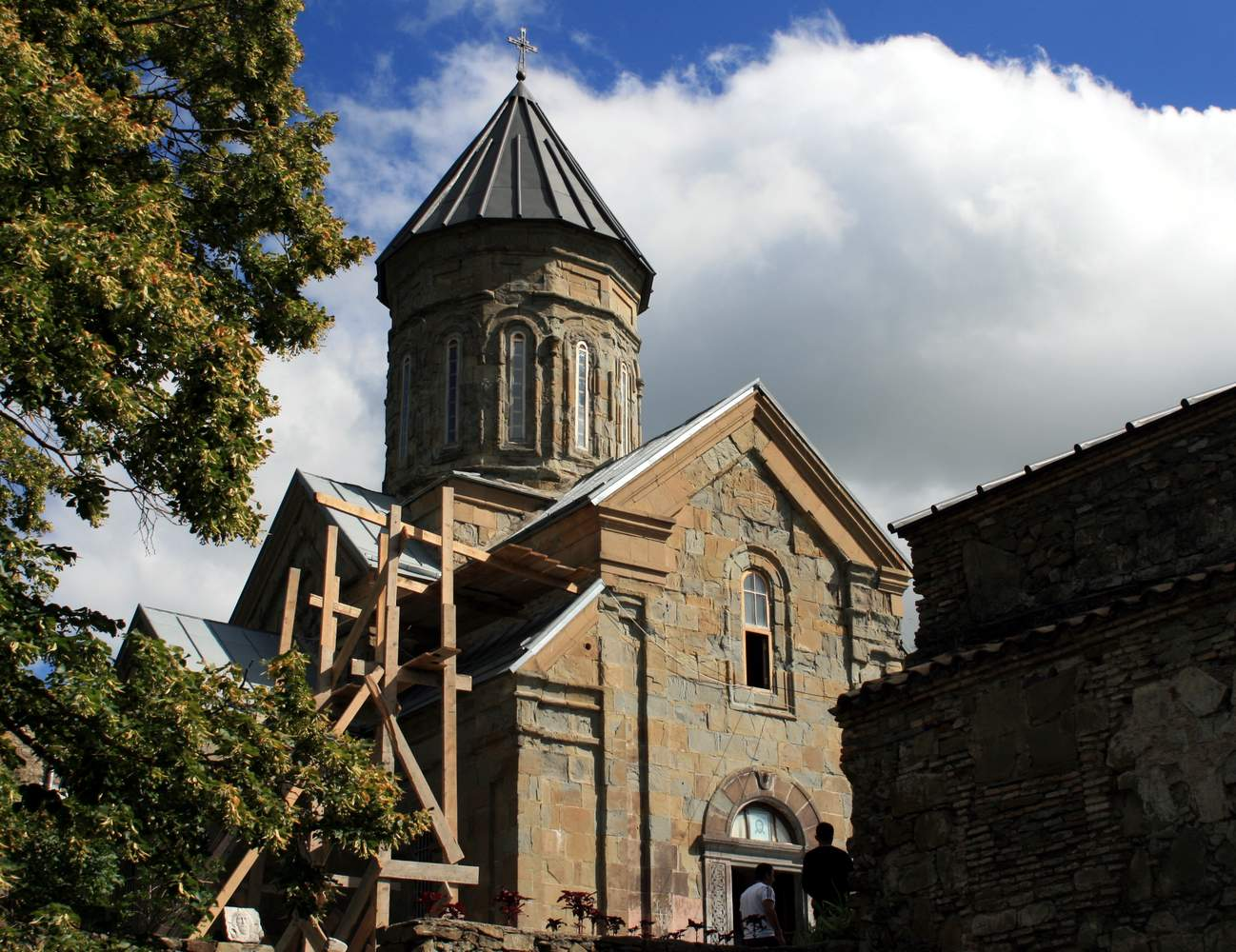
Església de Martqopi

Campanar de Martqopi

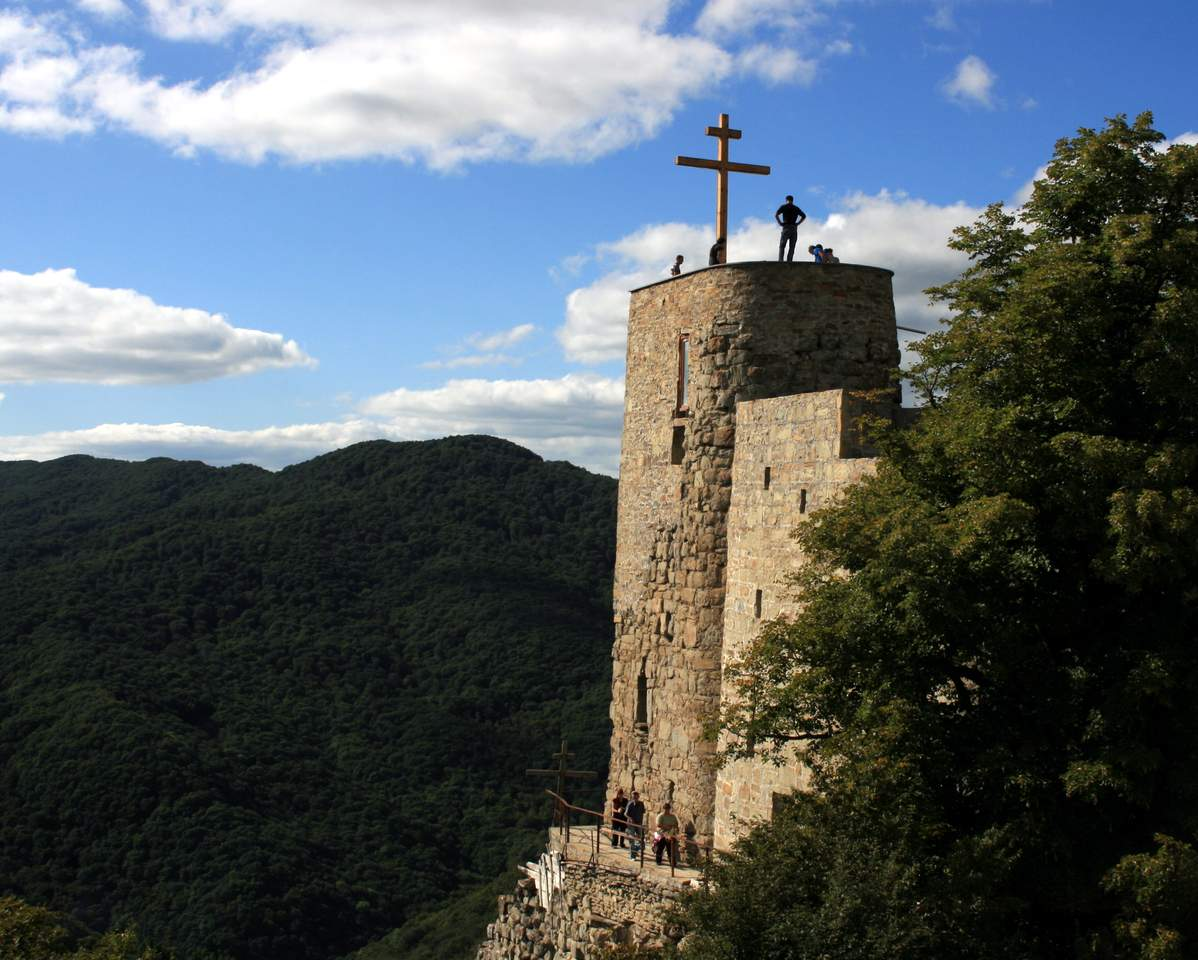
Pilar de Sant Anton

La fundació del monestir de Martqopi està associada a la tradició medieval georgiana, elaborada en els himnes pel clergue del segle xiii Arsen Bulmaisimisdze, amb el monjo Anton, de qui es diu que va arribar a Geòrgia des d'Edessa a l'Alta Mesopotàmia al voltant del 545. El topònim Martqopi deriva de l'epítet georgià de sant Anton, Martodmqopeli (literalment, 'un que viu en solitud', 'un ermità'), mentre que el nom de l'església en honor de la Deïtat és una referència a la icona del Redemptor, suposadament portat per Anton des d'Edessa.
Al 1265, el monestir de Martqopi es va convertir en la seu del bisbe de Rustavi després que aquesta ciutat fos destruïda en una de les invasions mongoles a Geòrgia per Berke, governant dels mongols de l'Horda d'Or. El monestir va ser saquejat durant les campanyes d'invasions a Geòrgia de l'emir turcomongol Tamerlà el 1395. A la fi del segle xvii, es va renovar de manera substancial. El monestir va ser fortificat, «com una fortalesa», segons l'informe d'un erudit georgià del segle xviii, el príncep Vakhushti. El seu mur tenia una longitud de 1.400 m i estava equipat amb ports de tir.
El monestir va gaudir del favor dels reis del Regne georgià oriental de Kakheti, al país del qual pertanyia Martqopi, després de la dissolució del Regne de Geòrgia cap a finals del segle xv. En un episodi, després que les forces persogeorgianes derrotessin les tropes otomanes el 1735, el monestir va rebre la visita de Nàdir-Xah Afxar, acompanyat pels seus aliats georgians, els prínceps Teimuraz II i Irakli II; Nàdir va donar una mica de diners i regals al monestir cristià.
Al 1752, desconfiat de les incursions rondadores de Lesgias, el bisbe Ioseb Jandierishvili es va sentir obligat a abandonar el monestir i transferir la seva residència i parròquia al llogaret millor protegit de Martqopi. L'edifici de l'església va ser danyat significativament en un terratrèmol el 1823; la seva cúpula i el mur oriental es van esfondrar. De l'església, l'historiador francès del segle xix Marie-Félicité Brosset va comentar que no quedava més que el mur.
En la seva descripció de 1847 de Martqopi —el primer tractament erudit del monument—, Platon Ioseliani va informar que l'església en ruïnes encara contenia pintures al fresc, inclosos els retrats complets dels reis georgians Vakhtang I Cap de Llop i David IV de Geòrgia, amb la identificació de textos georgians, i inscripcions grecorusses que commemoraven l'ambaixada moscovita a Kakheti el 1586.
L'edifici principal de l'església va ser reconstruït entre 1848 i 1855 i el pintor rus Mikhail Troshchinsky va ser contractat per pintar-ne l'interior el 1856. En aquest procés es van perdre antics murals georgians i inscripcions multilingües; una cambra descoberta a la part nord de l'església va ser identificada com el cementiri de Sant Anton.
El 26 d'agost de 1918, el convent de Martqopi es va convertir en l'escenari de l'assassinat de Kyrion II, catolicós patriarca de Geòrgia, que va ser trobat mort a trets en la seva pròpia cel·la en circumstàncies poc clares. El monestir va romandre actiu fins al 1934, quan va ser tancat per les autoritats soviètiques; l'edifici de l'església es va convertir en un orfenat i més tard en una instal·lació recreativa per als empleats de la 31a fàbrica d'aviació amb seu a Tbilisi. L'any 1989, el monestir va ser retornat a l'Església ortodoxa georgiana.

## Pintures murals

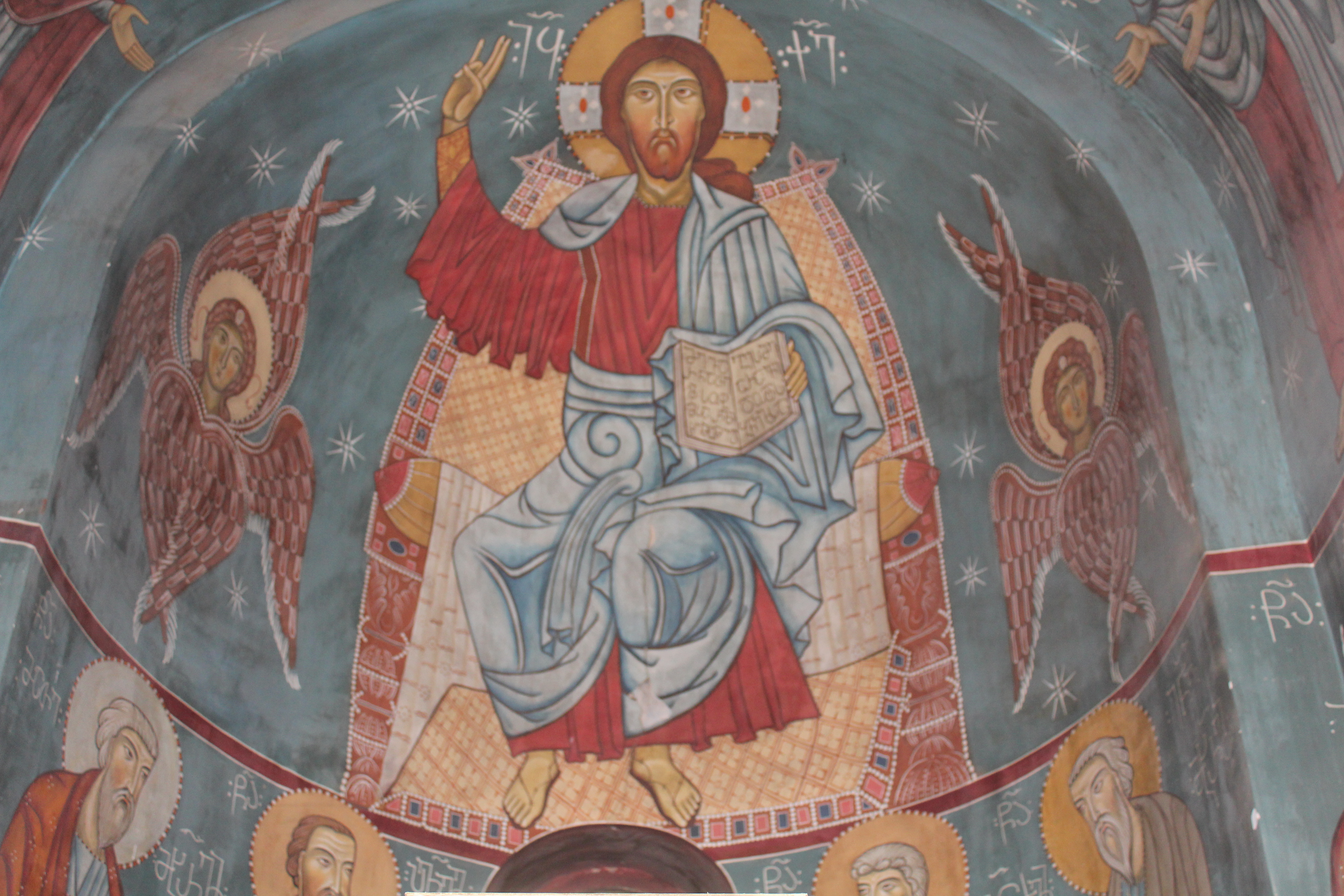
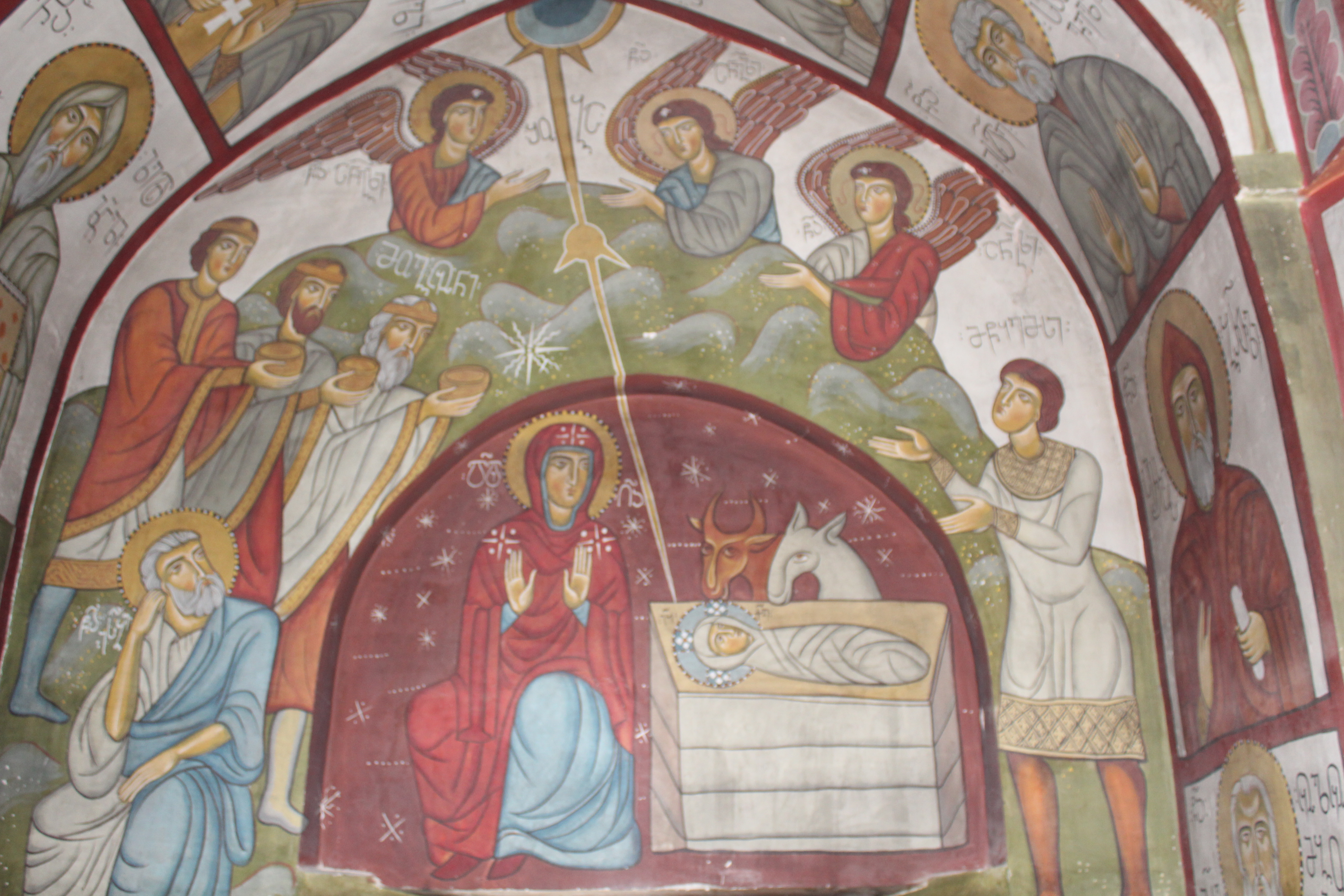
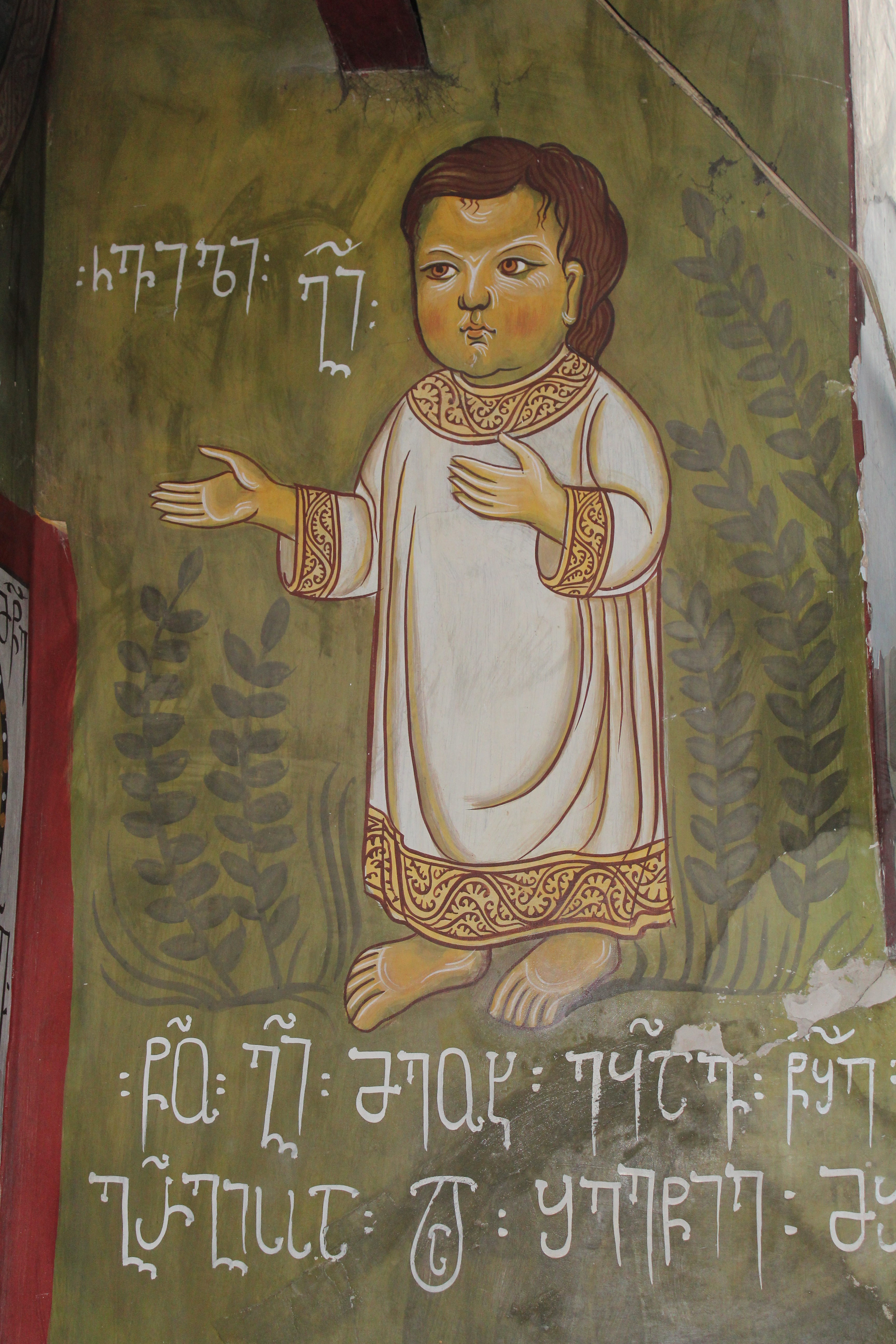
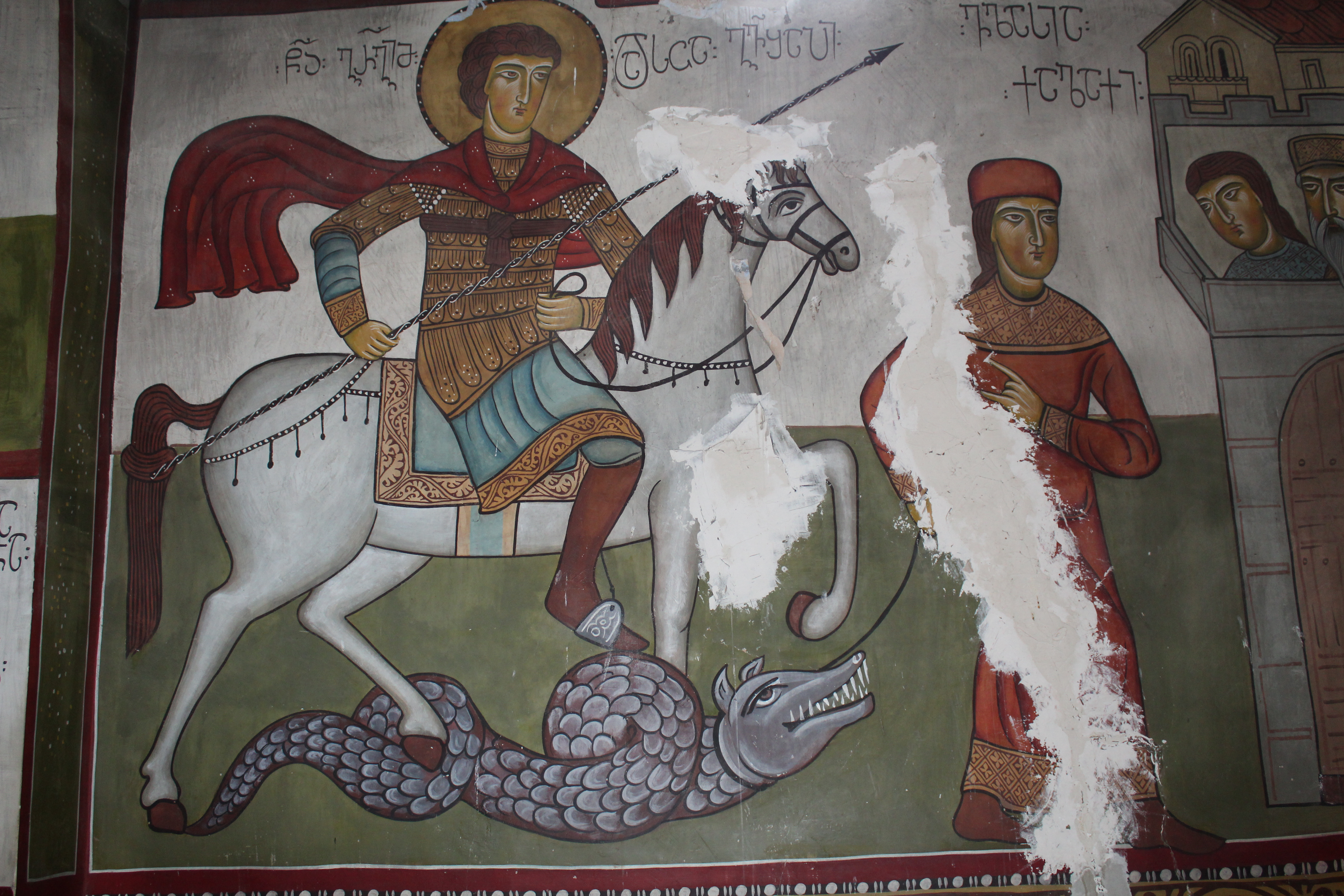